# Alina, dziewczyna z dzbanem
Alina, dziewczyna z dzbanem – rzeźba z 1936 autorstwa Henryka Kuny. Składa się z posągu kobiety trzymającej dzban, ustawionego na fontanie w Parku Stefana Żeromskiego w Warszawie. Jest uważana za symbol dzielnicy Żoliborz.

## Historia
Rzeźba Alina, dziewczyna z dzbanem została wykonana przez Henkryka Kunę i odsłonięta w 1936 przy głównym wejściu do Parku Stefana Żeromskiego w Warszawie. Autor nazwał ją na cześć głównej postaci z dramatu Balladyna Juliusza Słowackiego z 1834. Stała się ona popularnym symbolem dzielnicy Żoliborz.
W 1989 otrzymała status zabytku. Została skradziona przez nieznanych sprawców w 1990, najpewniej pomiędzy 27 i 28 października. Odnaleziono ją rok później, zakopaną w ziemi, w Olszynce Grochowskiej i połamaną na kilka części. Została odrestaurowana, i odstłonięta w na swoim oryginalnym miejscu 17 czerwca 1992 roku. Później otrzymała statu honorowej obywatelki Żoliborza.
W 1997 wykonano jej replikę na wystawę artystyczną Żoliborz. Obrazy z dziejów. Po jej zakończeniu, przeniesiono ją do ratusza dzielnicy Żoliborz, gdzie pozostaje do dziś.

## Charakterystyka
Rzeźba składa się z posągu kobiety w sukience, trzymającej dzban w jej prawej ręce. Ustawiona jest na fontanie, położonej przy głównym wejściu do Parku Stefana Żeromskiego w Warszawie. Jest szeroko uważana za symbol dzielnicy Żoliborz i ma status jej honorowej obywatelki oraz zabytku.